# Банлок
Банлок (рум. Banloc) је насељено место у Румунији, седиште истоимене општине. Налази се у жупанији Тимиш, у Банату.

## Прошлост
Калуђери српског манастира Пећка патријаршија су походили "Банлог" 1660. године, ради скупљања прилога. Пописали су следеће становнике Србе: домаћин Лаза (код којег су коначили), Драгојло, Никола, Мартин, Јаношило, кнез Јануш, Агел, Хрњаковић и Субота.
По "Румунској енциклопедији" Банлок је у првој половини 18. века припао хрватском грофу Драшковићу. Године 1783. посед купује Јерменин, Лазар Карачоњи. Спахија је 1793. године саградио свој импозантни дворац који и сад постоји.
"Банлог" је 1764. године био православна парохија у Гиладском протопрезвирату. Када је 1774. године аустријски царски ревизор описивао Банат, за Банлок је приметио да се налази у Јаручком округу а Чаковачком дистрикту, а да је становништво претежно влашко. Било је у месту 1777. године 229 кућа. Када је 1797. године пописан православни клир у "Банлогу" је био само један свештеник. Парох, поп Лазар Поповић рукоположен је 1785. године а служио се српским и румунским језиком.
Место је у 19. веку било спахилук Гвида Карачонија. Он је више пута прилагао новац за подизање румунске православне цркве. Црквена служба се око 1860. године међутим одвијала у једној соби изнајмљене куће.

## Становништво
| 1992. | 2002. | 2011. | 2021. |
| ----- | ----- | ----- | ----- |
| 1.636 | 1.581 | 1.457 | 1.573 |

Банлок је према попису из 2021. имао 1.573 становника што је за 116 више (+7,96%) у односу на попис из 2011. када је у насељу било 1.457 становника.
Према попису из 2011. већину становништва су чинили Румуни (80,23%), а од мањина је највише било Рома (13,32%).
| Етнички састав према попису из 2011.‍ | Етнички састав према попису из 2011.‍ | Етнички састав према попису из 2011.‍ | Етнички састав према попису из 2011.‍ | Етнички састав према попису из 2011.‍ |
| ------------------------------------ | ------------------------------------ | ------------------------------------ | ------------------------------------ | ------------------------------------ |
|                                      |                                      |                                      |                                      |                                      |
| Румуни                               | Румуни                               |                                      | 1.169                                | 80,23%                               |
| Роми                                 | Роми                                 |                                      | 194                                  | 13,32%                               |
| Украјинци                            | Украјинци                            |                                      | 12                                   | 0,82%                                |
| Мађари                               | Мађари                               |                                      | 6                                    | 0,41%                                |
| Немци                                | Немци                                |                                      | 3                                    | 0,21%                                |
| Срби                                 | Срби                                 |                                      | 3                                    | 0,21%                                |
| Остали                               | Остали                               |                                      | 2                                    | 0,14%                                |
| Непознато                            | Непознато                            |                                      | 68                                   | 4,67%                                |